# Асимптотическая кривая
Асимптотическая кривая (асимптотическая линия) — кривая {\displaystyle \gamma =\gamma (t)} на гладкой регулярной поверхности {\displaystyle F} в евклидовом пространстве, в каждой точке касающаяся асимптотического направления поверхности {\displaystyle F}, т. е. такого направления, в котором нормальное сечение поверхности имеет нулевую кривизну. Так как нормальные сечения с нулевой кривизной существуют не во всех точках поверхности, то и асимптотические линии, вообще говоря, заполняют не всю поверхность. Асимптотическая кривая определяется дифференциальным уравнением
{\displaystyle \mathrm {I\!I} _{\gamma (t)}({\dot {\gamma }}(t),{\dot {\gamma }}(t))=0,}
где {\displaystyle \mathrm {I\!I} } — вторая фундаментальная форма поверхности {\displaystyle F}.

## Три типа точек поверхности
Точки, в которых гауссова кривизна {\displaystyle K<0}, называются гиперболическими (примером поверхности, целиком состоящей из гиперболических точек, служит однополостный гиперболоид или гиперболический параболоид); точки, в которых гауссова кривизна {\displaystyle K>0}, называются эллиптическими (примером поверхности, целиком состоящей из эллиптических точек, служит эллипсоид или двуполостный гиперболоид); точки, в которых гауссова кривизна {\displaystyle K=0}, но средняя кривизна {\displaystyle K\neq 0}, называются параболическими (примером поверхности, целиком состоящей из параболических точек, служит цилиндр). Параболические точки, как правило, образуют кривую, разделяющую поверхность на эллиптическую и гиперболическую области. 
В области эллиптических точек асимптотических линий нет. В области гиперболических точек имеется ровно два семейства асимптотических линий, составляющие так называемую асимптотическую сеть: через каждую гиперболическую точку проходит по одной линии каждого семейства, они пересекаются под ненулевым углом. В параболических точках асимптотические линии имеют, как правило, особенность типа точки возврата (касп) и представляют собой полукубические параболы, лежащие (за исключением самой точки возврата) в гиперболической области, примыкающей к параболической линии.

## Свойства
- Соприкасающаяся плоскость асимптотической кривой {\displaystyle \gamma } (там, где она существует) совпадает с касательной плоскостью к {\displaystyle F} в той же точке.
- (Теорема Бельтрами — Эннепера) Квадрат кручения асимптотической кривой (там, где оно определено) равен модулю гауссовой кривизны поверхности {\displaystyle F}.
- Прямолинейный отрезок на поверхности {\displaystyle F} всегда является асимптотической кривой. В частности, асимптотическими кривыми являются прямолинейные образующие поверхности.
- На поверхностях постоянной отрицательной кривизны асимптотическая сеть является чебышёвской сетью, причем площадь четырёхугольника, образованного асимптотическими кривыми, пропорциональна избытку суммы его внутренних углов над {\displaystyle 2\pi } (формула Хаццидакиса).
- На минимальной поверхности асимптотическая сеть является ортогональной сетью.
- При проективном преобразовании {\displaystyle \pi } пространства асимптотические кривые поверхности {\displaystyle F} переходят в асимптотические кривые преобразованной поверхности {\displaystyle \pi (F)}.

## Уравнение для графика функции
Пусть в евклидовом пространстве с координатами {\displaystyle x,y,z} и метрикой {\displaystyle ds^{2}=dx^{2}+dy^{2}+dz^{2}} поверхность задана в виде графика функции {\displaystyle z=f(x,y)}. Тогда в координатах {\displaystyle x,y} асимптотические линии поверхности задаются дифференциальным уравнением
{\displaystyle f_{yy}\,dy^{2}+2f_{xy}\,dx\,dy+f_{xx}\,dx^{2}=0.}
Введя обозначение {\displaystyle p=dy/dx}, его можно переписать в виде {\displaystyle f_{yy}p^{2}+2f_{xy}p+f_{xx}=0.} Дискриминант {\displaystyle \Delta =f_{xy}^{2}-f_{xx}f_{yy}} стоящего в левой части квадратного трёхчлена (относительно переменной {\displaystyle p}) совпадает с гессианом функции {\displaystyle f(x,y)}, взятым с обратным знаком, и уравнение {\displaystyle \Delta =0} задаёт на плоскости {\displaystyle (x,y)} кривую, состоящую из параболических точек поверхности (при условии, что один из коэффициентов {\displaystyle f_{xx}} или {\displaystyle f_{yy}} отличен от нуля), которая также является дискриминантной кривой данного дифференциального уравнения, не разрешённого относительно производной. В типичном случае почти во всех параболических точках это уравнение имеет нормальную форму Чибрарио, исключение составляют лишь точки, лежащие на дискриминантной кривой дискретно, в них нормальная форма уравнения более сложна. Ещё более сложную нормальную форму уравнение асимптотических линий имеет в точках, где все три коэффициента {\displaystyle f_{xx}}, {\displaystyle f_{xy}}, {\displaystyle f_{yy}} обращаются в нуль одновременно, — это так называемые плоские омбилики, в которых {\displaystyle H=K=0}, т. е. все нормальные сечения поверхности имеют нулевую кривизну.

## Примеры
- Все точки однополостного гиперболоида {\displaystyle x^{2}+y^{2}-z^{2}=1} относятся к гиперболическому типу. Уравнение асимптотических линий в данном случае принимает вид {\displaystyle (x^{2}-1)p^{2}-2xyp+y^{2}-1=0}, где {\displaystyle p=dy/dx}. Как легко проверить, общее решение этого уравнения задаётся формулой {\displaystyle y=ax+b}, где параметры {\displaystyle a} и {\displaystyle b} подчинены соотношению {\displaystyle b^{2}-a^{2}=1}. Тем самым мы получаем два семейства (соответствующих разным знакам {\displaystyle \pm } в формуле {\displaystyle b=\pm {\sqrt {a^{2}+1}}}) асимптотических линий однополостного гиперболоида, совпадающих с семействами его прямолинейных образующих.
- Асимтотические линии конуса {\displaystyle x^{2}+y^{2}-z^{2}=0} также совпадают с его прямолинейными образующими. Так как все точки конуса параболические, то мы имеем ровно одно семейство асимптотических линий.
- В случае поверхности, заданной уравнением {\displaystyle z=y^{2}+x^{2}y+ax^{4}} имеем {\displaystyle \Delta =(1-6a)x^{2}-y}. Линия параболических точек ({\displaystyle y=(1-6a)x^{2}}) делит поверхность на эллиптическую ({\displaystyle y>(1-6a)x^{2}}) и гиперболическую ({\displaystyle y<(1-6a)x^{2}}) области. В последней расположены два семейства асимптотических линий. Во всех параболических точках, за исключением начала координат ({\displaystyle x=y=0}) уравнение асимптотических линий имеет нормальную форму Чибрарио, следовательно, асимптотические линии в окрестности этих точек имеют вид полукубических парабол. В начале координат сеть асимптотических линий имеет более сложную особенность, характер которой зависит от параметра {\displaystyle a}, см. статью.
- Асимптотическими кривыми на торе, заданном параметрически в виде {\displaystyle {\begin{cases}x(\phi ,\psi )=(R+r\cos \phi )\cos \psi ,\\y(\phi ,\psi )=(R+r\cos \phi )\sin \psi ,\\z(\phi ,\psi )=r\sin \phi ,\end{cases}}\qquad \phi ,\psi \in [0,2\pi ),} являются два параллели {\displaystyle z=\pm r}, разделяющие гиперболические и эллиптические области и целиком состоящие из параболических точек, и бесконечное число кривых специального вида, осциллирующих между этими двумя параллелями.
- Асимптотической кривой является ребро возврата на псевдосфере.